# جزء طبلي للعظم الصدغي
الجزء الطبلي للعظم الصدغي (بالإنجليزية: The tympanic part of the temporal bone)‏ تمتد في قاعدة الجمجمة بجانب حفرة الفك السفلي.

## معرض صور

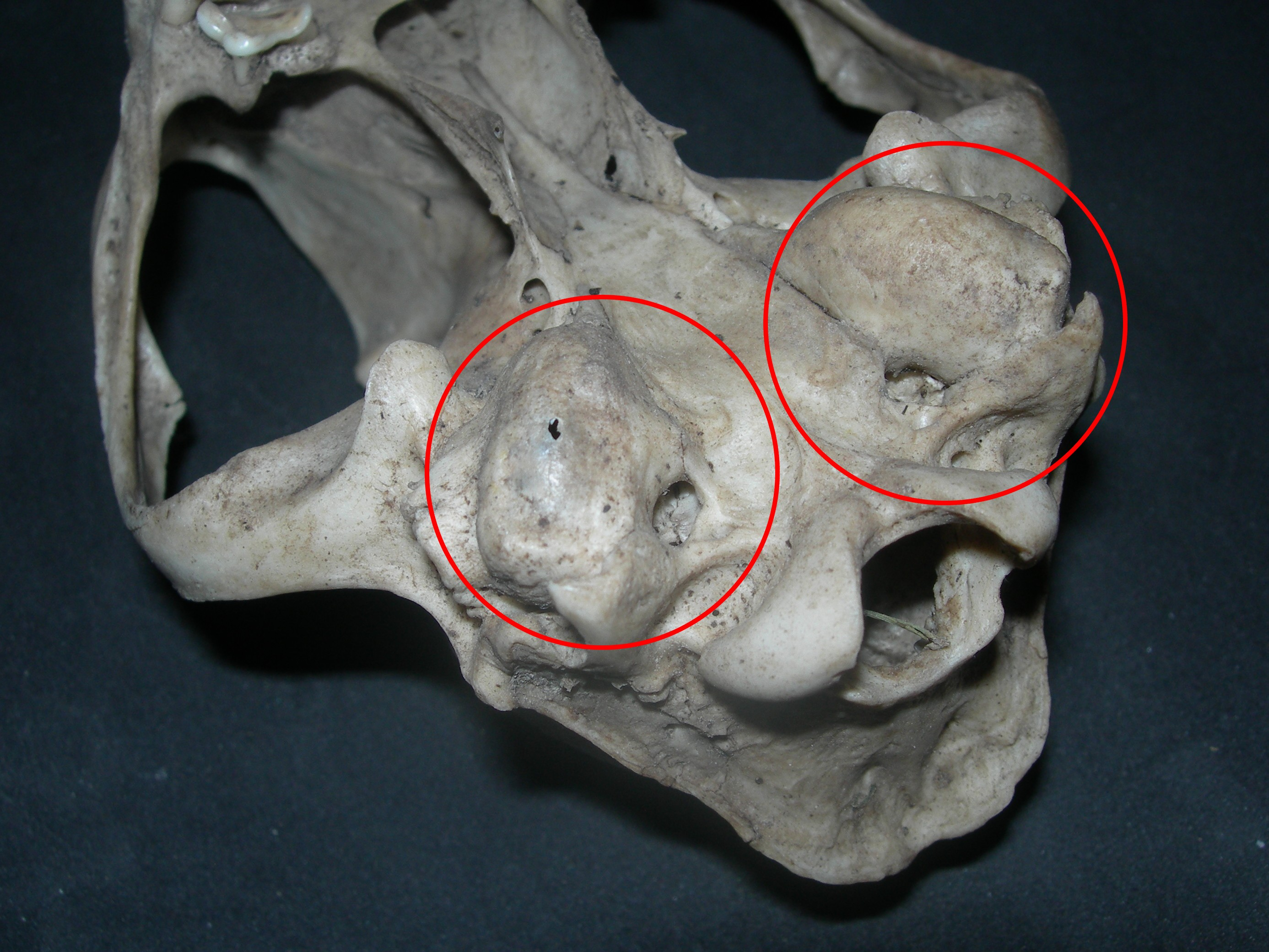
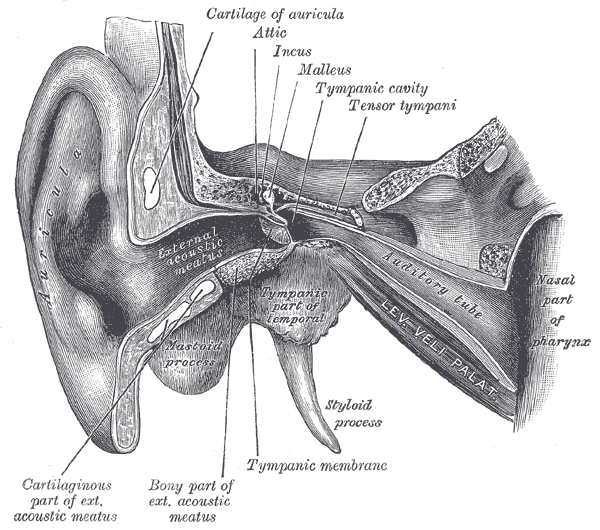
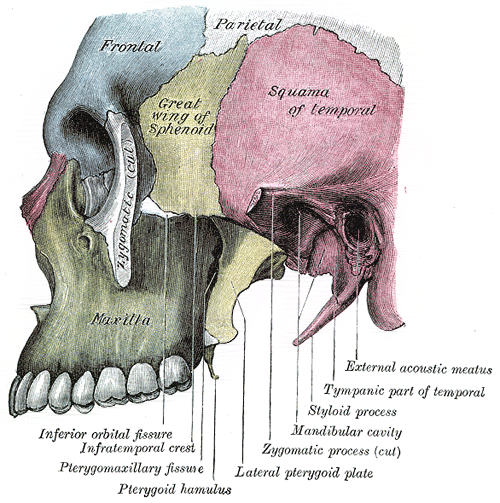